# Topcsinó
Topcsinó (ukránul: Топчіно [Topcsino]) település Ukrajnában, Kárpátalján, a Técsői járásban.

## Fekvése
Alsóapsa északi szomszédjában fekvő település.

## Története
Az Alsóapsa északi szomszédjában fekvő Topcsinó nevét a fennmaradt okiratok 1450-ben említették először.

## Népesség
A 2001-es adatok szerint 2238 lakosa volt.

| 2001 | 2 238 |